# Anita Baker
Anita Denise Baker (Toledo, 26 gennaio 1958) è una cantante statunitense di musica R&B, soul e jazz.
In carriera ha vinto otto Grammy Award ottenendo quattro dischi di platino e due dischi d'oro.

## Biografia

### Gli esordi (1978-1983)
Nata a Toledo nell'Ohio, fu abbandonata dai genitori all'età di due anni e crebbe presso una famiglia di Detroit. All'età di ventidue anni lo venne a sapere da una sorellastra della sua madre biologica che quando lei era nata aveva sedici anni e che lei aveva conosciuto in seguito.
Cantante ed autrice di grande talento, cantò in vari gruppi e cori dall'età di sedici anni. Poco tempo dopo il diploma, divenne la cantante di un gruppo locale, i Chapter Eight, che incise un solo album nel 1979 con la Ariola Records che, non riconoscendo il suo potenziale, la considerò un'artista mediocre, così che inizialmente ritenne opportuno lasciare il mondo della musica.
Dopo aver lavorato in uno studio di avvocato a Detroit, venne chiamata da una nuova casa discografica californiana, la Beverly Glen, per incidere un album nel 1983, The Songstress, che, pur essendo l'album con il quale debuttava una giovane cantante con una bellissima voce profonda, ma ancora alle prime armi, attirò l'attenzione della Elektra Records, con la quale firmò il suo primo contratto importante, cui seguì la pubblicazione del suo secondo album Rapture nel 1986.

### 1986-1994
Con il brano Sweet Love, vinse nel 1986 i Grammy Awards come migliore cantante e migliore canzone R&B. Nel 1988 uscì Giving You the Best That I Got, che immediatamente balzò in vetta alle classifiche e con il quale vinse tre ulteriori Grammy, due dei quali grazie alla canzone che diede il titolo all'album.
Nel 1990 seguì Compositions, che fu certificato disco di platino nel 1990 e con il quale vinse il Grammy Award per la migliore performance femminile nel 1991.
Nel 1994 venne pubblicato il suo quinto album Rhythm of Love, in ritardo a seguito del suo matrimonio a Detroit con il costruttore Walter Bridgeforth. Negli anni successivi, si occupò della famiglia, rifiutando di incidere album o fare tour.

### 2000-2012
Nel 2000 lasciò la Elektra Records e firmò un contratto con l'Atlantic Records, con la quale stava preparando l'album del suo ritorno sulle scene musicali. Sfortunatamente, a causa di problemi tecnici, il lungo lavoro di registrazione andò perduto. A questo, si aggiunsero problemi di salute in famiglia e la temporanea separazione col marito, con il quale poi successivamente si riconciliò.
Ritornò sulle scene nel 2002, con alcuni concerti e con l'uscita della compilation The Best of Anita Baker, contenente i suoi maggiori successi. Il 2004 fu l'anno dell'uscita di My Everything, album che segnò il suo ritorno in studio e grazie al quale ottenne una nomination ai Grammy. L'anno successivo uscì l'album natalizio Christmas Fantasy.
Nel 2010 venne annunciato un nuovo album intitolato 21st Century Love, su etichetta Blue Note, la cui realizzazione è stata tuttavia posticipata a data da destinarsi.
Nel 2013 ha visto la luce Only Forever, il nuovo attesissimo disco di Anita Baker distribuito dalla Blue Note Records/EMI.
La conferma è stata ufficializzata anche dalla pubblicazione del primo singolo dal titolo Lately, remake della hit del 1999 del cantante R&B/attore Tyrese. La traccia è stata prodotta da The Underdogs, Anita Baker e Don Was. Il brano è stato presentato in anteprima alle ore 10 del 6 agosto 2012 in tutte le stazioni radio urbane e contemporanee gestiti da Clear Channel.

## Discografia

### Album in studio
- 1983 – The Songstress
- 1986 – Rapture
- 1988 – Giving You the Best That I Got
- 1990 – Compositions
- 1994 – Rhythm of Love
- 2004 – My Everything
- 2005 – Christmas Fantasy
- 2013 – Only Forever

### Album dal vivo
- 2004 – A Night of Rapture

### Raccolte
- 2002 – Sweet Love: The Very Best of Anita Baker